# Поликарпов Р-1

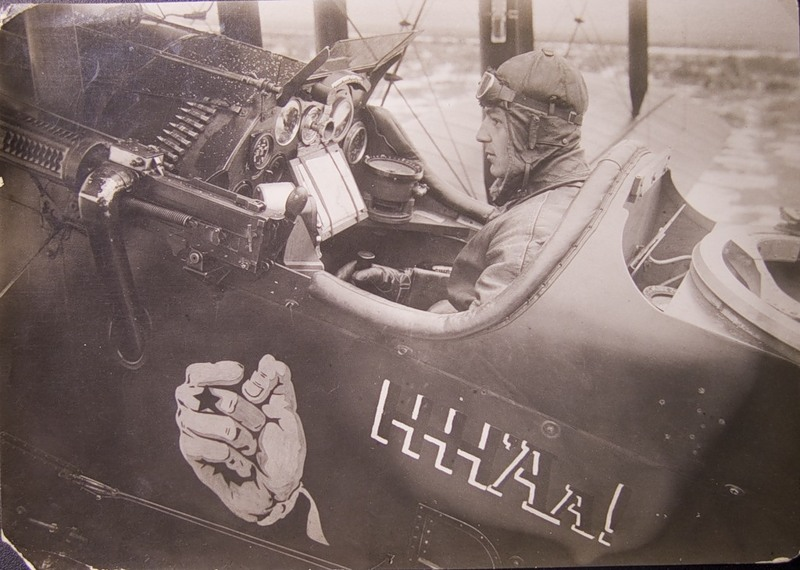
Пилот самолёта Р-1 19-го авиационного отряда «Дальневосточный Ультиматум», 1929 год.

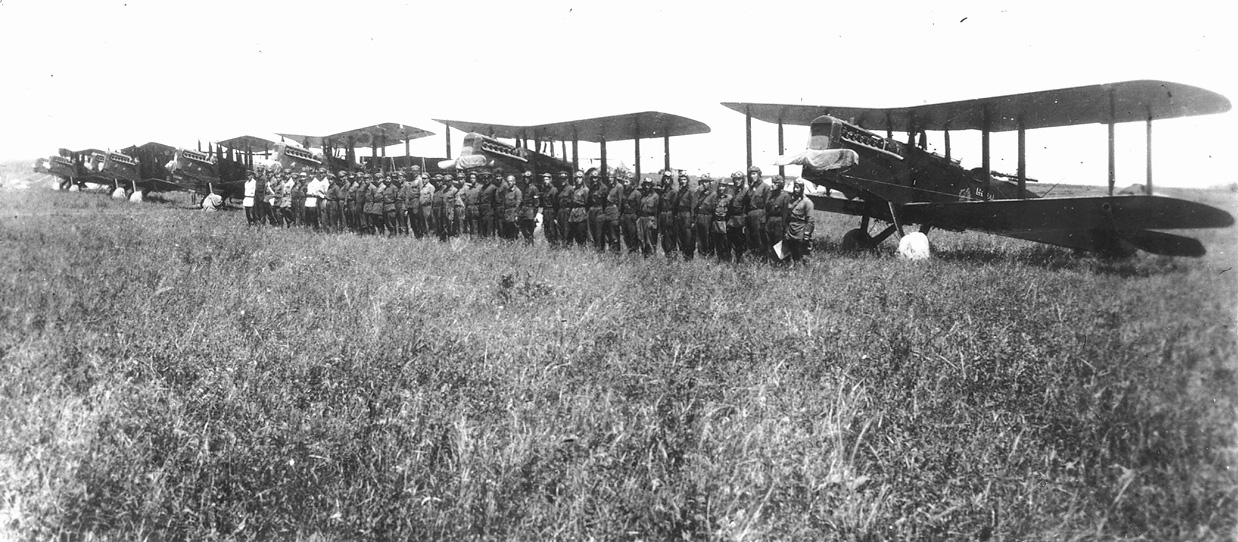
Р-1 во время конфликта на КВЖД (1929).

Р-1 «разведчик первый» — первый советский массовый самолёт конструкции Н. Н. Поликарпова, созданный на основе британского лёгкого бомбардировщика и разведчика de Havilland D.H.9А образца 1916 года.

## История
Идея разработки новой машины на основе D.H.9A возникла по инициативе конструкторского отдела ГАЗ № 1, начальником которого был Н. Н. Поликарпов. В феврале 1923 года техническим директором ГАЗ No.1 и, соответственно, начальником КО назначили Д. П. Григоровича, который находился в этом качестве вплоть до августа 1924 года. Затем последовало возвращение Поликарпова. Таким образом, оба конструктора причастны к созданию самолёта, получившего впоследствии обозначение Р-1. Необходимость доработки D.H.9A приведена в следующем пояснении Поликарпова к проекту: «Самолет создан в спешке военного времени, имеет многочисленные конструктивные недостатки, строился из английских материалов и не подходит для постройки на русских заводах». Под «английскими материалами» прежде всего понимался спрус — американская приморская ель, отличавшаяся наилучшими показателями прочности и отсутствием сучков. Несмотря на все достоинства этой древесины, импортировать её в Россию представлялось нецелесообразным. Поэтому конструкцию Р-1 пересчитали под сибирскую сосну. Этот процесс, изменение чертежей и технологии продолжались в течение нескольких лет, что, однако, мало изменило внешний облик самолёта. В процессе пересмотра и перерасчета конструкции самолёта были перепроектированы фюзеляж, коробка крыльев, узлы крепления нижних крыльев, пол кабин, моторама, изменён профиль крыла. Технология производства была изменена под возможности ГАЗ № 1. В целом новый самолёт, сохраняя общие очертания DH-9A, имел на 30 % меньше деталей, на 30-35 % меньшую трудоемкость изготовления. Масса самолёта стала на 20 кг меньше массы исходного DН-9А, а полезная нагрузка возросла на 90 кг.:97-98
С самолёта Р-1 выросла авиапромышленность СССР. Вплоть до 1930 года Р-1 являлся самым массовым самолётом, выпускаемым в СССР, несмотря на свои заурядные данные. Строился в Таганроге на Авиационном заводе № 31 до 1931 года. Было построено более 1000 самолётов.
В августе — сентябре 1925 года пара самолётов Р-1, пилотируемых М. М. Громовым и М. А. Волковойновым, совершила перелёт Москва-Пекин-Токио. Первые серийные советские моторы М-5 Обуховского завода в Ленинграде, скопированные с американских авиадвигателей Liberty L-12, отработали свой ресурс без «сучка и задоринки». По политическим соображением, в прессе того времени был освещён только перелёт Москва — Пекин.
Использовался более 10 лет для разведки и корректировки огня артиллерии, в качестве лёгкого бомбардировщика и штурмовика, для подготовки гражданских и военных лётчиков, морского патрулирования, связи, буксировки мишеней, доставки почты, а также в экспериментальных целях.
С середины 1920-х годов стал поставляться в Персию, Афганистан и Монголию.

## Описание
- Аэродинамическая схема — биплан
- Конструкция — деревянная
- Шасси — неубираемое

## Боевые действия
- 1923 — Гражданская война в Афганистане. Самолёты пилотировались советскими лётчиками.
- 1925 — Гражданская война в Китае. Закупленные в СССР самолёты использовались Гоминьданом. Самолёты пилотировались советскими лётчиками.
- 1925 — Персия. Закупленные в СССР самолёты использовались персидским правительством Реза-шаха против национально-освободительного движения в Иранском Азербайджане, а позднее — при подавлении восстаний курдских, луристанских и прочих племён.
- 1925 — операция по усмирению антисоветского восстания в Чечено-Ингушской АО.
- 1928 — гражданская война в Афганистане. Самолёты, закупленные в начале 1920-х годов, использовались афганскими пилотами.
- 1929 — Конфликт на КВЖД. Использовался советской стороной в качестве бомбардировщика, штурмовика, разведчика, связного.
- 1932 — Использовался в подавлении Хубсугульского восстания 1929—1932 г. в Западной Монголии советскими и монгольcкими ВВС.

## Тактико-технические характеристики
Приведённые характеристики соответствуют модификации Р-1.
Источник данных: Маслов М.А., 2004 г.; Шавров, 1985 г.

Технические характеристики
- Экипаж: 2
- Длина: 9,24 м
- Размах крыла: 14,024 м
- Высота:
- Площадь крыла: 45,0 м² (обоих крыльев)
- Масса пустого: 1441 кг
- Нормальная взлётная масса: 2191 кг
- Масса топлива во внутренних баках: 360 кг
- Силовая установка: 1 × жидкостного охлаждения М-5
- Мощность двигателей: 1 × 400 л. с. (1 × 294 кВт)

Лётные характеристики
- Максимальная скорость: 202 км/ч (у земли)
- Посадочная скорость: 90 км/ч
- Практическая дальность: 700 км
- Практический потолок: 4800 м
- Время набора высоты: 2000 м за 10,2 мин
- Время виража: 30 с
- Нагрузка на крыло: 49,2 кг/м²
- Тяговооружённость: 134 Вт/кг
- Длина разбега: 250 м

Вооружение
- Стрелково-пушечное:  
  - наступательное: 1 × 7,62 мм пулемёт ПВ-1
  - оборонительное: 2 × 7,62 мм пулемёта ДА-2 или «Льюис»
- Боевая нагрузка: до 400 кг

## Версии

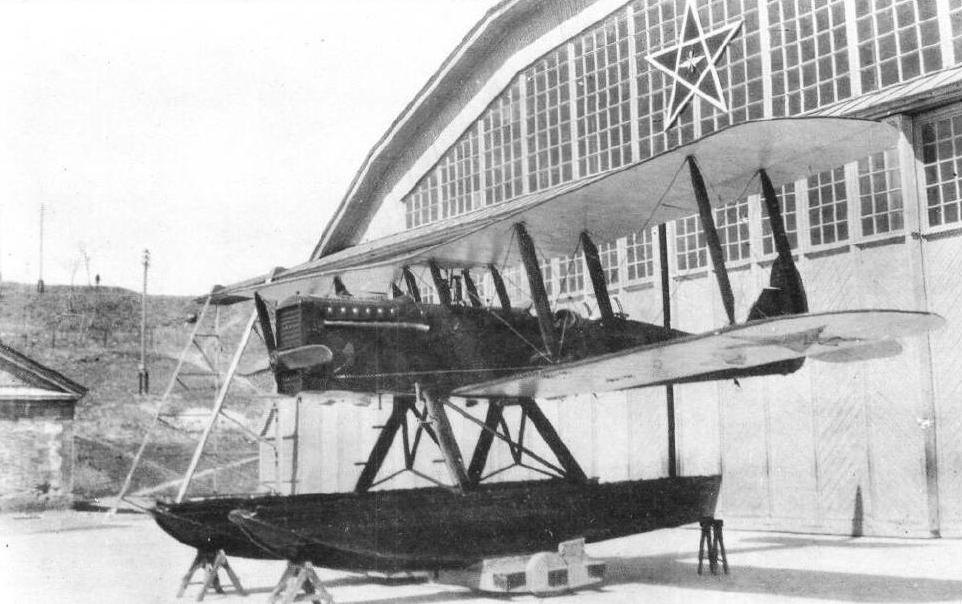
Поплавковый МР-1

- Р-1, Р-2 — копии британского de Havilland D.H.9A с двигателями Mercedes D.IV или Armstrong Siddeley Puma, а позже М-5 (копией Liberty L-12). Построено около 2400 шт.
- Р-1 BMW — версия с двигателем BMW IVa, построено 20 шт.
- МР-1 — морской разведчик (МР), гидросамолет (двухпоплавковый), построено 124 шт.
- ПМ-2 — прототип гидросамолета с металлическими поплавками.
- Р-4 — версия с множественными изменениями конструкции (другие наименования корпусной разведчик Р. Л.-IV, Р-1бис, РЛ-1бис), создан один экземпляр, который так и остался экспериментальным.